# Alfabethervorming

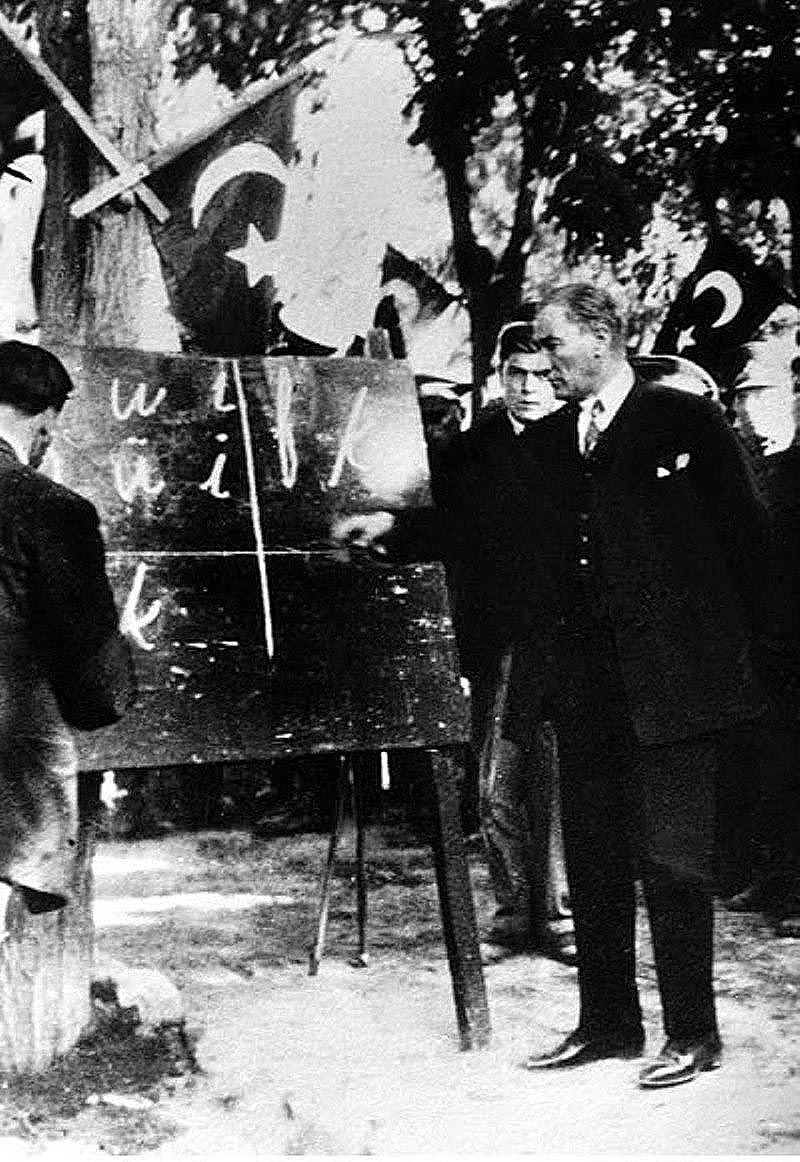
Mustafa Kemal als "hoogste leraar" van Turkije

De alfabethervorming of letterrevolutie (Turks: Harf İnkılâbı of Harf Devrimi) is de naam die in Turkije werd gegeven aan de overgang van het Arabisch schrift naar het Latijnse schrift in 1929 met wet nr. 1353 betreffende de aanvaarding en het gebruik van Turkse letters van 1 november 1928. Het geïntroduceerde schrift was fonetisch en gebaseerd op de uitspraak van de ontwikkelde klasse van Istanbul. De invoering van het Latijnse schrift bracht een stijging van de alfabetiseringsgraad met zich mee, maar op de lange termijn betekende dit dat veel van de hedendaagse Turken geen teksten in het Arabische schrift kunnen lezen, dat wil zeggen teksten in het Turks van vóór 1929.

## Achtergrond
De Turkse taal werd eerst geschreven in het Arabische schrift. Het op het Arabisch gebaseerde schrift voor het Ottomaans-Turks was echter moeilijk te leren en was niet zo geschikt voor het Turks, dat meer klinkers en minder medeklinkers bevat dan het Arabisch. Daarom wilde de Turkse regering overstappen naar het Latijnse schrift, dat voor het Turks veel geschikter was. Omdat dit ten goede kwam aan de leerbaarheid van de Turkse taal, hoopte men dat de alfabethervorming ook het analfabetisme in Turkije zou helpen bestrijden. Tegelijkertijd was het Latijnse schrift bedoeld om de communicatie met de Westerse wereld te vergemakkelijken en ook om te breken met de Oosterse wereld en de Ottomaanse geschiedenis.
De alfabethervorming maakte deel uit van de reeks hervormingen van toenmalig president Mustafa Kemal Atatürk, die van Turkije een modern land wilde maken. Deze hervormingen werden ook wel ‘revoluties’ genoemd en stond als een "hervormingsbeschermingswet" onder speciale bescherming van de grondwet. Deze hervormingen werden gesymboliseerd door het kemalistische principe van het ‘revolutionisme’ (Turkse inkılâpçılık ). Deze hervormingen omvatten: het actieve en passieve vrouwenkiesrecht in 1930 en 1934, het verbod op sluiers, gemengd onderwijs, de invoering van de Gregoriaanse kalender (1926) en het metrieke stelsel (1931), de regulering van feestdagen en de rustdag (1935), kledinghervormingen zoals de hoedenrevolutie, afschaffing van het kalifaat en de Alaturka-klok (1926), die gebaseerd was op de zonsondergang.

## Geschiedenis

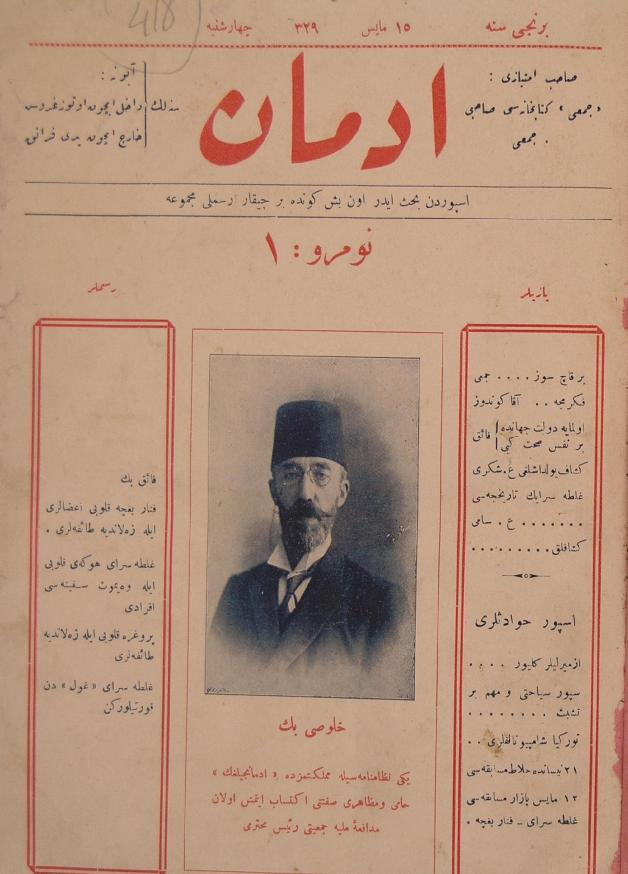
Ottomaanse sportkrant İdmân uit 1913 toen nog met Arabische letters

### Ottomaanse rijk
Debatten over de invoering van een Latijns schrift voor het Turks werden al in het Ottomaanse Rijk in de jaren 1850 en 1860 door Ahmed Cevdet Pasja en Munif Pasja gevoerd tijdens de periode van de Tanzimaat. Toen de Jonge Turken aan de macht waren in het Ottomaanse rijk pleitten in 1912 de Jong-Turkse Abdullah Cevdet en journalist Hüseyin Cahit Yalçın zonder succes voor de invoering van het Latijnse schrift in het Ottomaanse Rijk. Ottomaans commandant Enver Pasja deed in de Balkanoorlog in 1913 een poging om het Turks te schrijven in een niet-aaneengeschreven Arabisch schrift. Dit zogeheten "Enver's schrift" (Hatt-ı enverî), dat Enver het leger beval te gebruiken, genoot slechts een korte levensduur vanwege de slechte leesbaarheid.
Toen de latere president Mustafa Kemal Atatürk als militair attaché aangesteld was in het Bulgaarse Sofia schreef hij Turks in een op de Franse spelling gebaseerd fonetisch schrift in zijn correspondentie met Madame Corinne Lütfü, de weduwe van een kameraad. Tussen 1916 en 1918 tijdens de Eerste Wereldoorlog liet taalkundige Agop Dilâçar aan Mustafa Kemal een kopie zien van de Turkse grammatica in Latijns schrift van Gyula Németh. Deze spelling met "č" en "š" voor "ç" en "ş", "γ" voor "ğ" en de "χ " voor de Arabische "ḫ" kreeg weinig bijval.

### Azerbeidzjan
In het Turkstalige Azerbeidzjan vond de overstap van een Arabisch schrift naar een aangepast Latijns schrift al in 1922 plaats, waar Azerbeidzjaanse politici contacten onderhielden met Turkse intellectuelen. Dit kwam mede tot stand onder de invloed van de Sovjet-Unie, waar Azerbeidzjan toen deel van uitmaakte. De motieven van de Sovjet-Unie waren echter om verdeeldheid te zaaien tussen de Azerbeidzjanen in de Sovjet-Unie en de Azerbeidjanen in Iran. Tijdens een Turkologieconferentie in de stad Bakoe in 1926 besloot men een uniform Latijns schrift voor alle Turkse volkeren in te voeren.

### Turkije
Toen de Turkse republiek werd opgericht in 1922 beschouwde president Mustafa Kemal Atatürk de alfabethervorming nog als voorbarig. Veel leden van de toenmalige Turkse parlement waren religieuze hoogwaardigheidsbekleders, zoals hocas en religieuze sjeiks of stamleiders. Invloedrijke conservatieve islamitische kringen hechtten groot belang aan het Arabische schrift en vreesden terecht dat, zodra het Latijnse schrift werd ingevoerd, veel mensen de Koran niet meer zouden kunnen lezen. In 1922 liet Mustafa Kemal in privégesprekken met feministe Halide Edib Adıvar en haar man Adnan Adıvar al zijn voorkeur voor het Latijnse alfabet doen blijken.

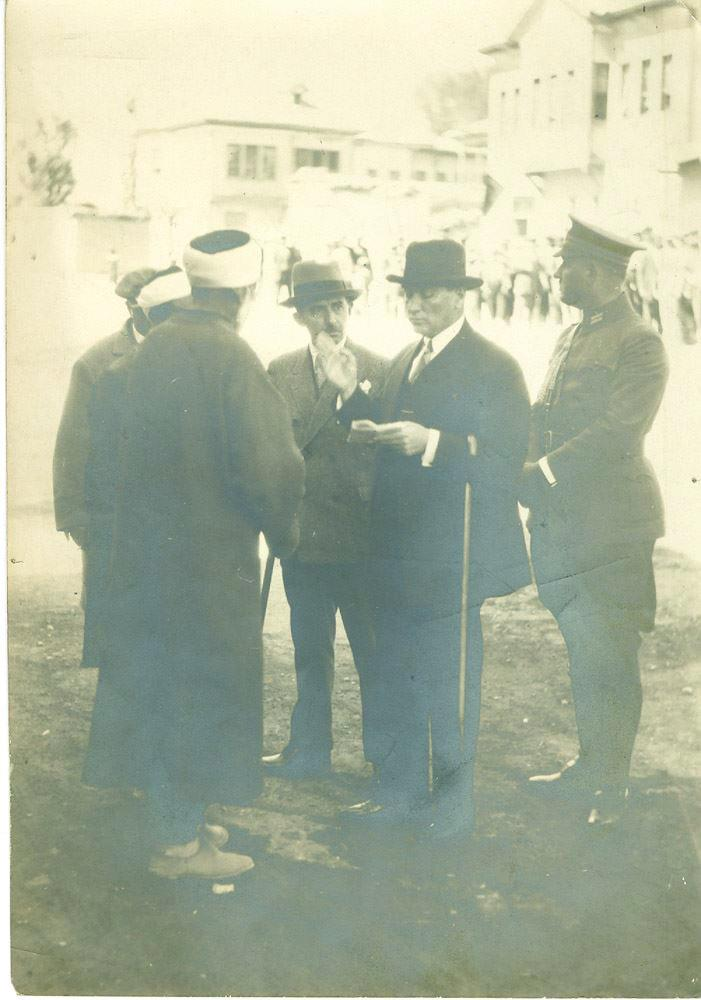
Mustafa Kemal praat met dorpsimams over het nieuwe Turkse alfabet, 1928

In 1923 verwierp parlementslid Kâzım Karabekir op een congres in Izmir het verzoek om de alfabethervorming op de politieke agenda te zetten. Karabekir verklaarde kortaf dat de Arabische letters voldoende waren. De invoering van een Latijns schrift zou alleen maar tot verwarring leiden. Europa zou de islamitische wereld vertellen dat de Turken christenen waren geworden. Volgens Karabekir waren dit de duivelse gedachten van de vijand.
Bij een rondvraag uitgevoerd door het Turkse dagblad Sabah op 28 maart 1926 sprak premier İsmet Pasja zich uit tegen de alfabethervorming. Hij vreesde dat dit de hele staat zou verlammen. Tijdens twee ontmoetingen begin 1928 bespraken de minister van justitie Mahmut Esat Bozkurt en premier İsmet Pasja het Latijnse schrift met vertegenwoordigers van de Türk Ocakları, het Turks nationaal comité.
Mustafa Kemal verwierp het voorstel om een referendum te houden, omdat dit niet alleen dom zou zijn, maar zelfs een vorm van verraad. Bovendien waren referenda zinloos met een analfabetisme van 80 procent onder de bevolking.
Het feitelijke begin van de letterrevolutie vond plaats op 8 augustus 1928. Bij een uitvoering van Arabische muziek en poëzie in het Sarayburnu-park hield Mustafa Kemal een toespraak over de invoering van het "Turkse schrift". Hij had het manuscript al in het Latijn geschreven op twee stukjes papier, die hij vervolgens een aanwezige liet lezen. Deze aantekeningen zijn “originele, echt Turkse woorden in Turks schrift”, legde Mustafa Kemal uit aan de aanwezigen.
Op 20 mei 1928 keurde het Turkse parlement de invoering goed van de internationaal gebruikte schrijfwijze van Arabisch-Indische cijfers. Een paar dagen later werd een speciale commissie voor de alfabethervorming gevormd, de zogenaamde Alfabe Encümeni ("Alfabetcommissie"), die bijeenkwam in het Dolmabahçepaleis. Deelnemers waren Yakup Kadri, Falih Rıfkı, Ruşen Eşref, Ahmet Cevat, Ragıp Hulûsi, Fazıl Ahmet, Mehmet Emin en İhsan Bey. Terwijl commissaris Falih Rıfkı Atay uitging van een overgangsperiode van drie tot vijf jaar, maakte Mustafa Kemal duidelijk dat dit hoogstens drie maanden mocht zijn. De commissie stelde de letter q voor de Qāf (voor Arabische leenwoorden) en de letter k voor de Kāf voor. Mustafa Kemal greep in en liet de “q” uit het alfabet verwijderen.

## De wet

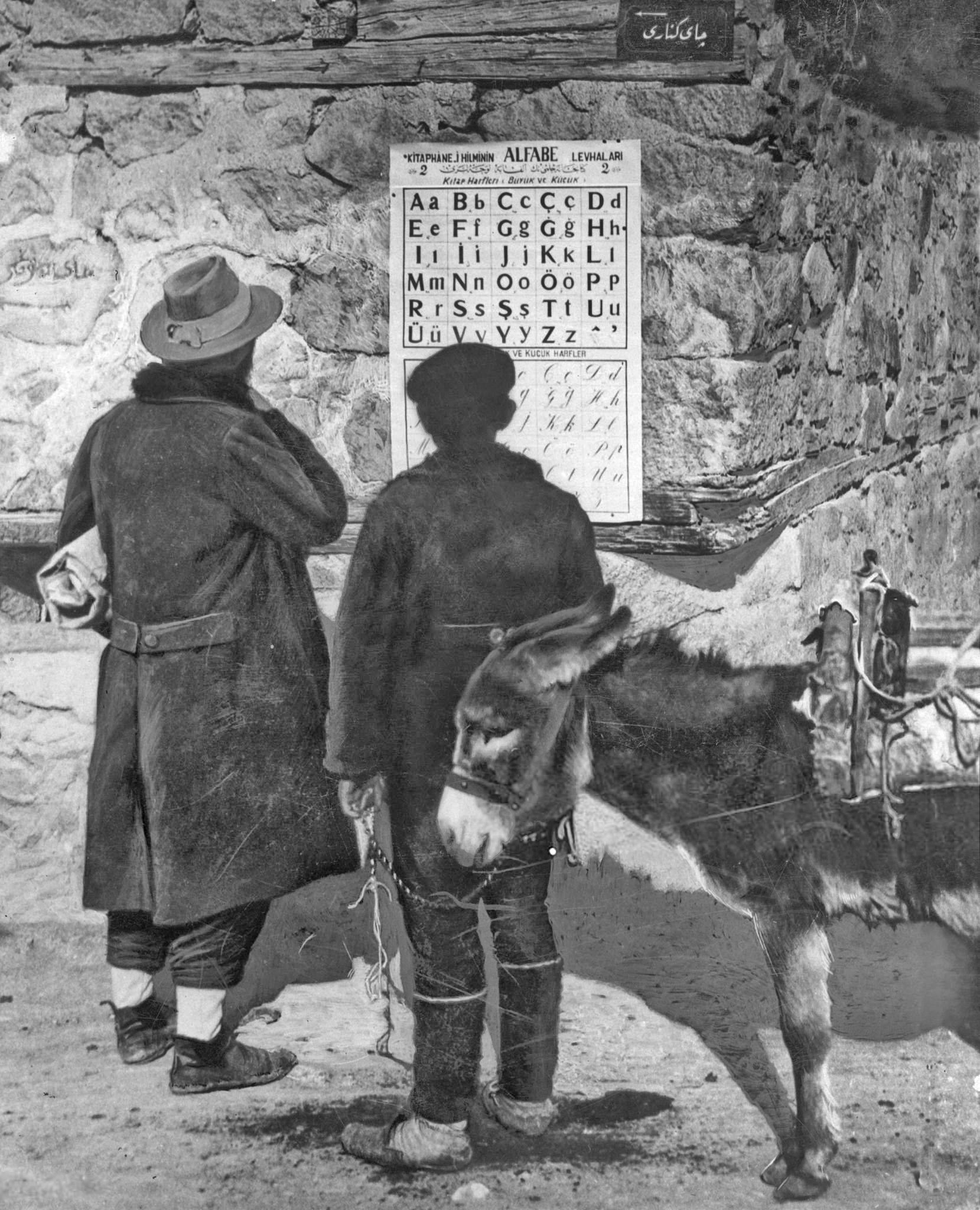
Turken maken kennis met het nieuwe Turks alfabet, 22 November 1928

Op 1 november 1928 opende het Turks parlement haar zitting, en dezelfde dag werden de afgevaardigden over het nieuwe alfabet ingelicht en keurden ze het wetsvoorstel goed. Twee dagen later, op 3 november 1928 werd de wet gepubliceerd in het staatsblad Resmi Gazete.
Wet nr. 1353 heette Türk harflerinin kabul ve tatbiki hakkında kanun (“Wet op de aanvaarding en het gebruik van Turkse letters”) en bevatte drie overgangsperioden. Vanaf 1 januari 1929 moesten op enkele na alle geledingen van het staatsbestuur het nieuwe schrift gebruiken (art. 3). Tot 1 juni 1929 werden verzoekschriften van burgers in het oude schrift nog aanvaard (artikel 4). Tot juni 1930 mocht stenografie nog worden geschreven met Arabische letters. Tot dan toe mochten documenten en boeken in het oude schrift nog gebruikt worden (art. 6). De wet bracht het risico met zich mee dat afgevaardigden hun mandaat zouden verliezen, omdat artikel 12 van de Turkse grondwet van 1924 bepaalde: iedereen die geen Turks kan lezen en schrijven, kan niet tot afgevaardigde worden gekozen.
De straf werd vastgelegd in artikel 256 van het Turkse Wetboek van Strafrecht, dat verschillende malen is gewijzigd. Er werden boetes en gevangenisstraffen van enkele maanden opgelegd. Vanaf 2004 werd dit vastgelegd in het nieuwe Turkse strafwetboek, artikel 222. Dit voorzag bij overtredingen in gevangenisstraffen van twee tot zes maanden. Artikel 222 van het Turkse strafwetboek werd met wet nr. 6529 van 2 maart 2014 ingetrokken.
Op 24 november 1928 werd besloten zogenaamde Volksscholen (Millet Mektepleri) op te richten om de volwassen bevolking het nieuwe schrift te leren. De Volksscholen waren van 1929 tot 1932 actief in Turkije. Dit voorzag dat heel Turkije binnen een relatief korte tijd volledig overstapte. Er traden geen grote problemen op bij de overstap, omdat in die tijd het analfabetisme in het land nog vrij hoog was. Het waren voornamelijk de ambtenaren, die zich moesten aanpassen. Atatürk kreeg de symbolische titel van hoogste leraar (Başöğretmen) toebedeeld.

## Gevolgen
De taalhervorming had grote gevolgen voor Turkije. De geletterdheid van de bevolking nam feitelijk al snel aanzienlijk toe. Terwijl dit percentage in 1927 11 procent bedroeg, was het in 1935 gestegen tot 20,4 procent. In 1950 gold 33,6 procent, in 1960 39,5 procent en in 2008 85,71 procent als geletterd. In 2019 kon 96,7 procent van de Turken lezen en schrijven. Een ander gevolg was dat de nieuwe generaties de oude teksten uit de Ottomaanse tijd niet meer kunnen lezen. De Ottomaanse taal werd enkel nog bijgehouden in universiteiten voor historische onderzoeksdoeleinden.
De letterrevolutie maakte later ook deel uit van het verbod op het Koerdisch, aangezien de letters “w”, “q” en “x” die in het Koerdische Latijnse schrift werden gebruikt, geen deel uitmaken van het in de wet bepaalde “Turkse alfabet”, waardoor andere letters "onwettig" en verboden waren.